# Fava (plat)

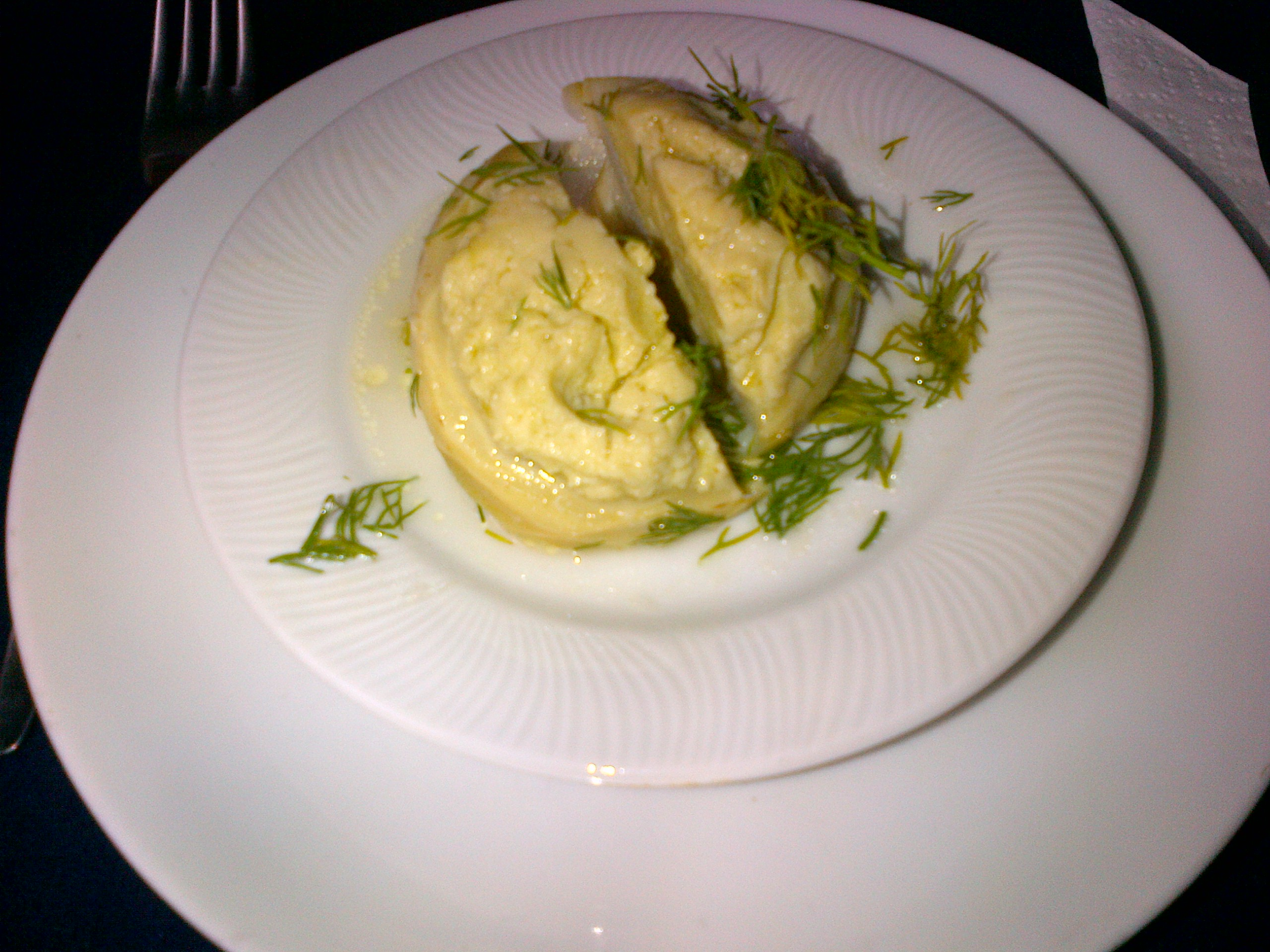
Una carxofa farcida amb fava, també de la cuina turca.

Fava és un plat d'entrant fred, o meze de la cuina turca. L'ingredient bàsic d'aquest plat són les faves. Per la seva elaboració s'utilitzen patates, cebes, corm d'api, pastanagues, anet fresc, all, oli d'oliva, sal, sucre i espècies. Les faves seques (interiors) juntament amb la pastanaga, ceba, papa d'api i patata es posen a bullir uns 40 minuts aproximadament. Després, tot això es posa dins d'un robot de cuina amb l'all i l'anet tallats, l'oli, sal i les espècies. Un cop acabat, s'ha de comprovar la consistència i afegir més oli si cal. A més a més, es pot afegir una mica de sucre.
Finalment, s'ha de posar el plat a la nevera i esperar que estigui prou fred i consistent. L'últim pas consisteix a decorar-lo amb fulles d'anet, pebre vermell molt i oli d'oliva verge. 